# Kanton Sabres
Der Kanton Sabres war bis 2015 ein französischer Wahlkreis im Arrondissement Mont-de-Marsan, im Département Landes und in der Region Aquitanien; sein Hauptort war Sabres, Vertreter im Generalrat des Départements war zuletzt von 2001 bis 2015 Jean-Louis Pédeuboy (PS).
Der Kanton war 685,11 km² groß und hatte 6383 Einwohner (Stand 2012).

## Gemeinden
Der Kanton umfasste die Wahlberechtigten aus acht Gemeinden:
| Gemeinde   | Einwohner Jahr | Fläche km² | Bevölkerungsdichte | Code INSEE | Postleitzahl |
| ---------- | -------------- | ---------- | ------------------ | ---------- | ------------ |
| Commensacq | 428 (2013)     | 71,24      | 6 Einw./km²        | 40085      | 40210        |
| Escource   | 659 (2013)     | 102,74     | 6 Einw./km²        | 40094      | 40210        |
| Labouheyre | 2682 (2013)    | 36,13      | 74 Einw./km²       | 40134      | 40210        |
| Lüe        | 510 (2013)     | 96,72      | 5 Einw./km²        | 40163      | 40210        |
| Luglon     | 356 (2013)     | 41,07      | 9 Einw./km²        | 40165      | 40630        |
| Sabres     | 1210 (2013)    | 160,13     | 8 Einw./km²        | 40246      | 40630        |
| Solférino  | 346 (2013)     | 97,83      | 4 Einw./km²        | 40303      | 40210        |
| Trensacq   | 267 (2013)     | 79,25      | 3 Einw./km²        | 40319      | 40630        |